# Perschef van het Witte Huis
De perschef van het Witte Huis is een hoge ambtenaar in het Witte Huis die dient als persvoorlichter van de Amerikaanse regering en de standpunten van de president toelicht.
De taak van de perschef is om feiten te verzamelen over de activiteiten van de regering en gebeurtenissen die daarmee verband houden en om contact te houden met de media tijdens een dagelijkse persconferentie.
De perschef wordt benoemd door de president en hoeft niet door de Amerikaanse senaat bevestigd te worden.

## Lijst van perschefs
| Nr.   | Perschef van het Witte Huis White House Press Secretary | Perschef van het Witte Huis White House Press Secretary | Perschef van het Witte Huis White House Press Secretary | Ambtstermijn      | Ambtstermijn      | Partij(en)                   | President(en)                     |
| ----- | ------------------------------------------------------- | ------------------------------------------------------- | ------------------------------------------------------- | ----------------- | ----------------- | ---------------------------- | --------------------------------- |
| 1     |                                                         | George Akerson                                          | George Akerson (1889–1937)                              | 4 maart 1929      | 16 maart 1931     | R                            | Herbert Hoover (1929–1933)        |
| 2     |                                                         | Theodore Joslin                                         | Theodore Joslin (1890–1944)                             | 16 maart 1931     | 4 maart 1933      | R                            | Herbert Hoover (1929–1933)        |
| 3     |                                                         | Stephen Early                                           | Stephen Early (1889–1951)                               | 4 maart 1933      | 29 maart 1945     | D                            | Franklin D. Roosevelt (1933–1945) |
| 4     |                                                         |                                                         | Jonathan Daniels (1902–1981)                            | 29 maart 1945     | 15 mei 1945       | D                            | Harry S. Truman (1945–1953)       |
| 5     |                                                         | Charlie Ross                                            | Charlie Ross (1885–1950)                                | 15 mei 1945       | 5 december 1950   | D                            | Harry S. Truman (1945–1953)       |
| [ 1 ] |                                                         | Stephen Early                                           | Stephen Early (1889–1951)                               | 5 december 1950   | 18 december 1950  | D                            | Harry S. Truman (1945–1953)       |
| 6     |                                                         |                                                         | Joseph Short (1904–1952)                                | 18 december 1950  | 18 september 1952 | D                            | Harry S. Truman (1945–1953)       |
| 7     |                                                         |                                                         | Roger Tubby (1910–1991)                                 | 18 september 1952 | 20 januari 1953   | D                            | Harry S. Truman (1945–1953)       |
| 8     |                                                         | James Hagerty                                           | James Hagerty (1909–1981)                               | 20 januari 1953   | 20 januari 1961   | R                            | Dwight D. Eisenhower (1953–1961)  |
| 9     |                                                         | Pierre Salinger                                         | Pierre Salinger (1925–2004)                             | 20 januari 1961   | 20 maart 1964     | D                            | John F. Kennedy (1961–1963)       |
| 9     | Lyndon B. Johnson (1963–1969)                           | Pierre Salinger                                         | Pierre Salinger (1925–2004)                             | 20 januari 1961   | 20 maart 1964     | D                            |                                   |
| 10    |                                                         |                                                         | George Reedy (1917–1999)                                | 20 maart 1964     | 8 juli 1965       | D                            |                                   |
| 11    |                                                         | Bill Moyers                                             | Bill Moyers (1934–2025)                                 | 8 juli 1965       | 1 februari 1967   | D                            |                                   |
| 12    |                                                         | George Christian                                        | George Christian (1927–2002)                            | 1 februari 1967   | 20 januari 1969   | D                            |                                   |
| 13    |                                                         | Ron Ziegler                                             | Ron Ziegler (1939–2003)                                 | 20 januari 1969   | 9 augustus 1974   | R                            | Richard Nixon (1969–1974)         |
| 14    |                                                         | Jerald terHorst                                         | Jerald terHorst (1922–2010)                             | 9 augustus 1974   | 9 september 1974  | R                            | Gerald Ford (1974–1977)           |
| 15    |                                                         | Ron Nessen                                              | Ron Nessen (1934–2025)                                  | 9 september 1974  | 20 januari 1977   | R                            | Gerald Ford (1974–1977)           |
| 16    |                                                         | Jody Powell                                             | Jody Powell (1943–2009)                                 | 20 januari 1977   | 20 januari 1981   | D                            | Jimmy Carter (1977–1981)          |
| 17    |                                                         | James Brady                                             | James Brady (1940–2014)                                 | 20 januari 1981   | 20 januari 1989   | R                            | Ronald Reagan (1981–1989)         |
| [ 1 ] |                                                         | Larry Speakes                                           | Larry Speakes (1939–2014)                               | 30 maart 1981     | 1 februari 1987   | R                            | Ronald Reagan (1981–1989)         |
| 18    |                                                         | Marlin Fitzwater                                        | Marlin Fitzwater (1942)                                 | 1 februari 1987   | 20 januari 1993   | R                            | Ronald Reagan (1981–1989)         |
| 18    | R                                                       | Marlin Fitzwater                                        | Marlin Fitzwater (1942)                                 | 1 februari 1987   | 20 januari 1993   | George H.W. Bush (1989–1993) |                                   |
| [ 1 ] |                                                         | George Stephanopoulos                                   | George Stephanopoulos (1961)                            | 20 januari 1993   | 7 juni 1993       | D                            | Bill Clinton (1993–2001)          |
| 19    |                                                         | Dee Dee Myers                                           | Dee Dee Myers (1961)                                    | 20 januari 1993   | 22 december 1994  | D                            | Bill Clinton (1993–2001)          |
| 20    |                                                         | Mike McCurry                                            | Mike McCurry (1954)                                     | 22 december 1994  | 4 augustus 1998   | D                            | Bill Clinton (1993–2001)          |
| 21    |                                                         | Dee Dee Myers                                           | Joe Lockhart (1959)                                     | 4 augustus 1998   | 30 september 2000 | D                            | Bill Clinton (1993–2001)          |
| 22    |                                                         | Jake Siewert                                            | Jake Siewert (1964)                                     | 30 september 2000 | 20 januari 2001   | D                            | Bill Clinton (1993–2001)          |
| 23    |                                                         | Ari Fleischer                                           | Ari Fleischer (1960)                                    | 20 januari 2001   | 15 juli 2003      | R                            | George W. Bush (2001–2009)        |
| 24    |                                                         | Scott McClellan                                         | Scott McClellan (1968)                                  | 15 juli 2003      | 10 mei 2006       | R                            | George W. Bush (2001–2009)        |
| 25    |                                                         | Tony Snow                                               | Tony Snow (1955–2008)                                   | 10 mei 2006       | 14 september 2007 | R                            | George W. Bush (2001–2009)        |
| 26    |                                                         | Dana Perino                                             | Dana Perino (1972)                                      | 14 september 2007 | 20 januari 2009   | R                            | George W. Bush (2001–2009)        |
| 27    |                                                         | Robert Gibbs                                            | Robert Gibbs (1971)                                     | 20 januari 2009   | 11 februari 2011  | D                            | Barack Obama (2009–2017)          |
| 28    |                                                         | Jay Carney                                              | Jay Carney (1965)                                       | 11 februari 2011  | 20 juni 2014      | D                            | Barack Obama (2009–2017)          |
| 29    |                                                         | Josh Earnest                                            | Josh Earnest (1975)                                     | 20 juni 2014      | 20 januari 2017   | D                            | Barack Obama (2009–2017)          |
| 30    |                                                         | Sean Spicer                                             | Sean Spicer (1971)                                      | 20 januari 2017   | 20 juli 2017      | R                            | Donald Trump (2017–2021)          |
| 31    |                                                         | Sarah Huckabee Sanders                                  | Sarah Huckabee Sanders (1982)                           | 20 juli 2017      | 1 juli 2019       | R                            | Donald Trump (2017–2021)          |
| 32    |                                                         | Stephanie Grisham                                       | Stephanie Grisham (1976)                                | 1 juli 2019       | 8 april 2020      | R                            | Donald Trump (2017–2021)          |
| 33    |                                                         | Kayleigh McEnany                                        | Kayleigh McEnany (1988)                                 | 8 april 2020      | 20 januari 2021   | R                            | Donald Trump (2017–2021)          |
| 34    |                                                         | Jen Psaki                                               | Jen Psaki (1978)                                        | 20 januari 2021   | 13 mei 2022       | D                            | Joe Biden (2021–2025)             |
| 35    |                                                         | Karine Jean-Pierre                                      | Karine Jean-Pierre (1977)                               | 13 mei 2022       | 20 januari 2025   | D                            | Joe Biden (2021–2025)             |
| 36    |                                                         | Karoline Leavitt                                        | Karoline Leavitt (1997)                                 | 20 januari 2025   | heden             | R                            | Donald Trump (2025–heden)         |